# Constance Jablonski

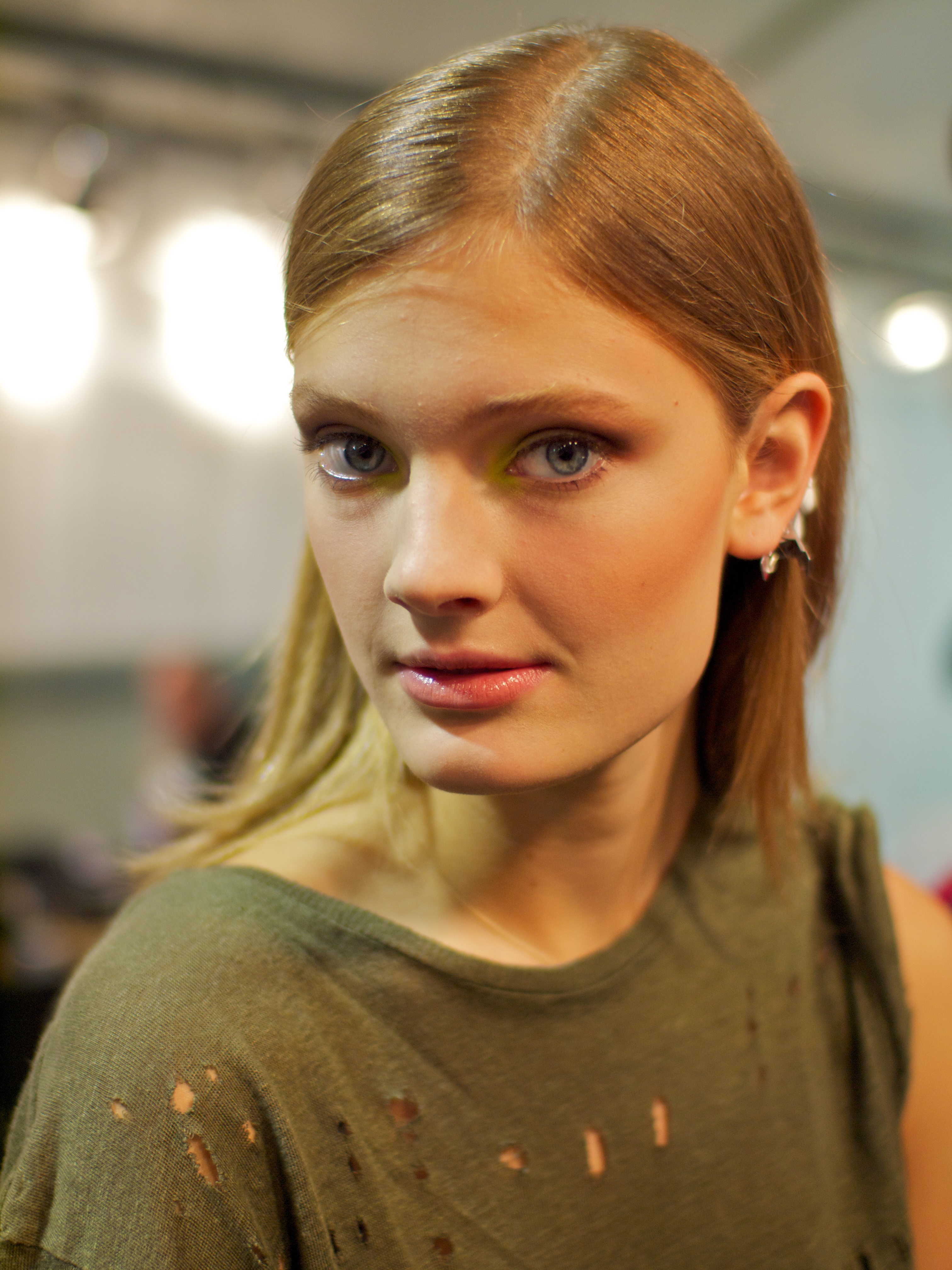
Constance Jablonski

Constance Jablonski (* 17. April 1991 in Lille) ist ein französisches Model.
Sie nahm 2006 beim Elite Model Look teil, zwei Jahre danach begann ihre Arbeit als Model. Sie ist in Anzeigen und auf dem Laufsteg internationaler Mode- und Luxusmarken zu sehen, sowie auf internationalen Titelblättern der Vogue. Von 2010 bis 2015 lief sie bei den jährlichen Victoria’s Secret Fashion Shows.